# 화엄 사상
화엄 사상(華嚴思想)은 대승불교 경전인 《화엄경(華嚴經)》을 기반으로 전개된 불교 사상이다. 주로 중국 · 한국 · 일본의 화엄종에서 전개된 사상을 가리킨다.

## 한국의 화엄 사상

### 신라
신라의 화엄 사상의 대표적인 인물은 의상이다. 의상의 화엄 사상은 그의 《화엄일승법계도(華嚴一乘法界圖)》에 잘 나타나 있다.
《화엄일승법계도》는 《화엄경》의 대지(大旨)인 해인삼매(海印三昧)를 7언 30구(七言三十句) 210자(字)의 게송으로 요약하여 54각(角)의 굴곡으로 도시(圖示)한 것으로서 그 처음과 끝을 중심으로 일치시킨 것이다. 여기에서 그는 "법성(法性)은 원융무애한 것이며, 모든 명상(名相)을 초월한 것이며, 1과 다(多), 다와 1이 서로가 상즉상입(相卽相入)하고 있다"고 가르치고 있다.
그리고 의상은 자신의 《백화도장발원문(白花道場發願文)》에서, "화엄가(華嚴家)의 비로자나를 그 본존(本尊)으로 하는 것이 당연하지만 세세생생(世世生生)으로 관음(觀音: 《법화경》의 주요 인물)을 본사(本師)로 하겠다"고 하여 화엄사상과 법화사상을 융합하였다. 또한, 화엄사상과 미타사상(彌陀思想)과의 융합에도 뜻을 두어 문무왕(文武王) 17년(677)에 영주 부석사(浮石寺)를 세우기도 했다.

## 참고 문헌
- 이 문서에는 다음커뮤니케이션(현 카카오)에서 GFDL 또는 CC-SA 라이선스로 배포한 글로벌 세계대백과사전의 내용을 기초로 작성된 글이 포함되어 있습니다.